# Río de Oro (kommun)
Río de Oro är en kommun i Colombia.   Den ligger i departementet Cesar, i den norra delen av landet, 400 km norr om huvudstaden Bogotá. Antalet invånare är 14 406. Arean är 613 kvadratkilometer.
Terrängen i Río de Oro är varierad.